# سعيدو سيمبوري
سعيدو سيمبوري (من مواليد 31 أغسطس 1992) هو لاعب كرة قدم من بوركينا فاسو محترف يلعب كظهير أيمن لفريق الاتحاد المصري في الدوري الممتاز.
يلعب حاليًا مع نادي البنك الأهلي المصري.